# ブルーノ・ジョルダン
ブルーノ・アンドレ・カヴァコ・ジョルダン（Bruno André Cavaco Jordão，1998年10月12日 - ）は、ポルトガル・レイリア県マリーニャ・グランディ出身のサッカー選手。ポジションはミッドフィールダー。CSKAソフィア所属。

## 経歴
2016年8月20日、SCブラガのBチームに所属する。
2017年8月31日、ペドロ・ネトと共にSSラツィオに2年間の買取義務付きのレンタルで移籍した。
2019年8月2日、ウルヴァーハンプトン・ワンダラーズFCにペドロ・ネトと共に移籍した。
2024年2月8日、ラドミアク・ラドムに2年半契約で移籍した。